# カーミニ・カシールシキー
カーミニ・カシールシキー（ウクライナ語: Камінь-Каширський）はウクライナのヴォルィーニ州カーミニ・カシールシキー地区にある都市。ツィール川の河岸に位置する。都市の高さは海抜155 mである。面積は14.73 km²。人口は12,477人 (2022年1月1日)。
カーミニ・カシールシキーは13世紀に創建された。1430年に自治権を獲得した。1940年に市制施行された。
市内ではカーミニ・カシールシキー駅がある。首都キエフまでの直線距離は410 km、車道で463kmとなっている。州庁所在地までの直線距離は99 km、車道で126kmとなっている。